# كاراغواتاتوبا
كاراغواتاتوبا هي مدينة، وبلدية في البرازيل، تتبع ساو باولو، بلغ عدد سكانها 78٬921  نسمة، في 2000، تبلغ مساحتها 485٫010 كيلومتر مربع، رمزها البريدي هو 11660-900.

## الموقع
تشترك في الحدود مع:
- São Sebastião, São Paulo [الإنجليزية]‏
- إيلابيلا.

## أعلام
- جواو باولو كونا